# Geoffrey Heyworth
Geoffrey Heyworth, 1er baron Heyworth (18 octobre 1894 - 15 juin 1974), est un homme d'affaires et fonctionnaire britannique.

## Biographie
Au début de la Première Guerre mondiale, il est employé comme comptable à Toronto, au Canada. Il sert comme lieutenant dans le 134th Battalion CEF 1916/1919. Il est blessé au combat en France le 14 juillet 1918.
Heyworth est président d'Imperial Chemical Industries et d'Unilever une entreprise pour laquelle il travaille pendant 48 ans jusqu'à sa retraite en 1960. Il est également membre du National Coal Board. En 1951, il est nommé à une commission, dirigée par Lionel Cohen, mise en place pour examiner la question de l'imposition des revenus et des bénéfices. Ayant été fait chevalier en 1948, le 25 juillet 1955, il est élevé à la pairie en tant que baron Heyworth, d'Oxton dans le comté palatin de Chester. Il est l'auteur principal du rapport Heyworth (1965), qui conduit à la création du Conseil de recherche en sciences sociales . Il est également président de la Royal Statistical Society de 1949 à 1950.
Lord Heyworth est décédé en juin 1974, à l'âge de 79 ans. La baronnie s'éteint avec lui.